# Département de Médéa

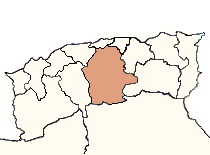
Localisation du département de Médéa.

Le département de Médéa fut un département français d'Algérie entre 1957 et 1962.
Considérée depuis le 4 mars 1848 comme partie intégrante du territoire français, l'Algérie fut organisée administrativement de la même manière que la métropole. C'est ainsi que pendant une centaine d'années, la ville de Médéa, fut une sous-préfecture du département d'Alger, et ce jusqu'au 20 mai 1957. À cette date ledit département est amputé de sa partie méridionale, afin de répondre à l'accroissement important de la population algérienne au cours des années écoulées.
Le département de Médéa fut donc créé à cette date, et couvrait une superficie de 50 331 km2 sur laquelle résidaient 621  013 habitants.

## Composition
Le département possédait cinq sous-préfectures : Blida, Aumale, Boghari, Bou-Saâdaa, Paul Cazelles, Lavigerie, Miliana et Tablat
En 1958, un arrondissement supplémentaire lui est rattaché, celui de Djelfa, constitué du territoire de la commune mixte éponyme , et les arrondissements d'Aumale, de Bou-Saäda et de Tablat en sont distraits pour constituer l'éphémère département d'Aumale.  
Le département de Médéa fut maintenu après l'indépendance de l'Algérie, et devint la Wilaya de Médéa en 1968.

## Liste des préfets
| Période          | Période            | Identité        | Fonction précédente                                                                | Observation                                         |
| ---------------- | ------------------ | --------------- | ---------------------------------------------------------------------------------- | --------------------------------------------------- |
| 23 novembre 1956 | 28 juillet 1958    | Albert Bonhomme | Secrétaire général de la préfecture de Tlemcen                                     | Nommé préfet de l'Aveyron                           |
| 19 février 1960  | 25 avril 1962      | Guy Cayssial    | A la disposition du président du conseil pour le commissariat à l'énergie atomique | A la disposition du Secrétaire d'Etat aux rapatriés |
| 25 avril 1962    | 1er septembre 1962 | Michel Mahiou   | Secrétaire général de la préfecture des Hautes-Alpes                               |                                                     |